# Rénier Ier de Montferrat
Pour l’article homonyme, voir Rénier de Montferrat.
Rénier ou Rainier Ier de Montferrat de la famille des Alérame (Aleramici) (en italien: Ranieri; c. 1084 † mai 1135) était un seigneur italien du début du XIIe siècle, qui fut marquis de Montferrat de 1100 environ à sa mort. Il est fils de Guillaume IV et d'Aude ou Otta d'Agliè, fille de Thibault d'Agliè.

## Biographie
Rénier est un puissant seigneur de son époque, selon les documents (chroniques et chartes). Avec lui, les Alérames de Montferrat sortent de l'ombre pour la première fois et montrent une grande influence politique en Italie. Cependant, le début du règne n'est pas vraiment connu, comme le montre une charte du 23 mars 1111 qui le présente ainsi Raynerius de Monteferrato marchio. Il apparait avec ce titre plusieurs années après en 1126 et en 1133 quand il fonde l'abbaye cistercienne de Sainte Marie de Lucedio, près de Trino.
Selon les chartes de l'époque, Rénier est un fidèle de l'empereur Henri V. Au cours de cette année, il obtient de l'empereur pour les habitants de Turin un diplôme à propos de la Via Francigena qui traverse la ville. Durant cette même année, il effectue une donation avec son cousin Aubert d'Occimiano au chapitre de Saint-Evase de Casale.
En 1113, il cède sa part de Langiano au monastère de San Secondo di Terra Rossa, dépendant de l'abbaye de Fruttuaria. Le 23 mai 1116, Renier est présent avec l'empereur lorsque ce dernier attribue les châteaux de Celle, Frassinello, Fubine, et Cuccaro à son neveu Conrad.

## Famille
En 1105, Rénier épouse Gisèle, fille de Guillaume Ier, comte de Bourgogne, veuve du comte en Maurienne Humbert II et mère d'Adèle de Savoie, qui épouse en 1115 le roi Louis VI de France. Ils ont :
- Guillaume V (v. 1115 † 1191), marquis de Montferrat ;
- Jeanne, mariée en 1127 à Guillaume Cliton, comte de Flandre, et veuve l'année suivante ;
- Mathilde, mariée à Albert Zueta, marquis de Parodi ;
- Adélaïde, nonne ;
- peut-être une fille du nom d'Isabelle, mariée à Guy, comte de Biandrate (mais il est aussi possible qu'elle soit fille d'un second mariage de Jeanne).